# Nicolás Guillén
Nicolás Cristóbal Guillén Batista (10. července 1902 Camagüey – 16. července 1989 Havana) byl kubánský básník, novinář, politický aktivista. Je považován za kubánského národního básníka. Melodičnost a obraznost i hluboký lidský obsah jeho veršů, angažovanost a revolučnost jej řadí k největším postavám latinskoamerické poezie 20. století. Z některých jeho textů v doprovodu hudby se na Kubě staly lidové písně.

## Život a dílo
Narodil se jako nejstarší z šesti dětí. Oba rodiče byli rasově smíšeného původu. Otec byl novinář, účastník boje za nezávislost, kterého nechaly zavraždit vládní síly za protesty proti volebním podvodům.
Studium práv na Havanské univerzitě nedokončil, pracoval jako typograf a redaktor. Od roku 1920 byly jeho verše publikovány v různých časopisech. V roce 1930 vydal svoji první básnickou sbírku Motivy sonu (Motivos de son), která byla ovlivněna setkáním s afroamerickým básníkem Langstonem Hughsem a jeho hudbou.  Guillén byl autorem milostné lyriky, sociální poezie i satirických epigramů, jeho tvorba vycházela z avantgardy i z folklórního stylu son. Na rozdíl od většiny kubánských intelektuálů orientovaných na evropské vzory zdůrazňoval africké kořeny kubánské kultury. Ve dvacátých letech se afrokubánská kultura začala projevovat nejen v hudbě, ale také v umění a literatuře. Guillénovy verše vycházely ze znalosti klasické literatury i vlastních zkušeností, které získal poslechem starých legend a písní. Byl vpravdě lidovým básníkem, který své verše často přednášel za doprovodu kytary. Hudbu pokládal za organickou součást poezie, jeho verše v sobě nesou melodiku kubánských rytmů stylu son. 
Znal životní podmínky prostých lidí a odsuzoval sociální nespravedlnost i politický útlak. Jeho další sbírky Songoro Cosongo (1931) a West Indies, Ltd. (1934) už v sobě odrážejí jeho rostoucí politické uvědomění. Kromě psaní se věnoval i veřejné činnosti.
Poté, co byl v roce 1936 uvězněn za odpor proti diktátorskému režimu, vstoupil do komunistické strany. V roce 1937 se poprvé dostal do zahraničí jako delegát na kongres spisovatelů ve Španělsku a během pobytu psal reportáže o španělské občanské válce. Napsal básnickou knihu España (Španělsko), v níž odsoudil fašistický režim. Byla brzy přeložena do více než třiceti jazyků, ale v zemích s fašistickým režimem se jeho verše nesměly šířit pod trestem smrti.  Po návratu na Kubu kandidoval za komunisty ve volbách roku 1940. Hodně cestoval, zejména po Jižní Americe, Číně a Evropě. V roce 1947 napsal své stěžejní dílo El son enter (Velký hlas) a postupně pracoval na sbírce Antilské elegie (1948-1957).
V roce 1953 mu byl znemožněn návrat do vlasti z pobytu v Chile a Za vlády Fulgencia Batisty žil pět let v exilu. Určitý čas byl hostem svazu československých spisovatelů na zámku v Dobříši.  Na Kubu se vrátil po revoluci v roce 1959. Po nástupu Fidela Castra se stal předním režimním autorem, byl diplomatem a předsedou Svazu kubánských spisovatelů a umělců.
V roce 1954 mu byla udělena Stalinova cena míru, v roce 1976 získal cenu Christo Boteva v Bulharsku. Stále se věnoval tvorbě angažované poezie a v roce 1983 se stal vítězem národní kubánské ceny za literaturu.
Zemřel ve věku 87 let na Parkinsonovu chorobu. Byl pohřben v Havaně na hřbitově Kryštofa Kolumba.
V češtině vyšly výbory jeho poezie Písně a elegie (1958) a Antilské rytmy (1980). Silvestre Revueltas složil na Guillénova slova symfonii Sensamayá

## Vyznamenání
- Leninova cena míru – 1954
- Řád José Martího – Kuba, 1981[4]